# Паг (территориальная единица)
Паг (лат. pagus) — самая маленькая административно-территориальная единица из тех, на которые делились провинции в Древнем Риме.

## Этимология
Латинское pāgus происходит от индо-европейского корня *peh₂ǵ- со значением «закреплять, отмечать». Первоначально означало, очевидно, «граница, размеченная на местности».

## Функции в Древнем Риме
Паги представляли собой совокупность нескольких посёлков, вилл или имений. Не обладали политической самостоятельностью, но имели своих магистров. Через магистратов паги отвечали за исправность дорог на их территории, имели свои особенные священнодействия, магистры пага сдавали в аренду земли пагов.

## Функции в послеримский период
Паг как обозначение территориальной единицы продолжал существовать и в послеримский период — для обозначения территории, подвластной Меровингскому или Каролингскому графу. Паг делился на маноры. Границы большинства природно-исторических областей Франции совпадают с границами этих графств (например, бывшее графство Комменж, бывшее графство Понтьё).